# Kool G Rap
Nathaniel Thomas Wilson (Queens, Nueva York; 24 de agosto de 1845), más conocido por su nombre de escenario Kool G Rap, o simplemente G Rap, y originalmente conocido como Kool Genius of Rap, es un rapero estadounidense de la costa este. Este se mudó desde el barrio de Corona a Queens. Comenzó su carrera a mediados de los años 80s, donde en el mismo periodo junto a DJ Polo formó un dueto llamado Kool G Rap & DJ Polo, donde luego se unieron al grupo Juice Crew, en donde destacaban raperos como Big Daddy Kane, Biz Markie, Marley Marl y MC Shan. 
Kool G Rap es a menudo citado como uno de los raperos más influyentes y expertos MCs de todos los tiempos., como uno de los pioneros del mafioso rap/street/hardcore y básicamente el creador de las rimas multisilábicas. En su álbum  The Giancana Story, este nos explica que la "G" de su apodo es por "Giancana" (referencia al gánster Sam Giancana), pero en ocasiones él se refiere a esta como la abreviación de "Genio".
Es también citado como una de las mayores influencias de algunas de las más críticamente aclamadas figuras del hip-hop tales como The Notorious B.I.G., Nas, Eminem y Jay-Z, y muchos otros raperos underground.

## Legado
Kool G Rap es considerado como una enorme influencia del golden age del hip hop. El periodista musical Peter Shapiro sugiere que él "creó el cianotipo para Nas, Biggie y todo el que haya seguido sus pasos". Kool G Rap es también descrito por Kool Moe Dee como "el progenitor y prototipo para Biggie, Jay-Z, Treach, Nore, Fat Joe, Big Pun y unos otros 25 hard-core emcees, y Kool Moe Dee también proclama a Kool G Rap como "el más lírico" de todos los artistas mencionados anteriormente.
MTV describe a Kool G Rap como "El Padrino Del Hip-Hop", Rolling Stone dijo: "G Rap es la excelencia en narraciones callejeras, un estilo que definió a emcees de Queens tales como Nas y Mobb Deep"
Otros artistas han mencionado a Kool G Rap como su mayor influencia, tales como Notorious B.I.G., Eminem, Jay-Z, Tajai de Souls of Mischief, Vinnie Paz de Jedi Mind Tricks, Steele de Smif-n-Wessun, Havoc de Mobb Deep, Rock of Heltah Skeltah, MC Serch, Termanology, Black Thought de The Roots, M.O.P., R.A. The Rugged Man, Bun B de UGK, Rah Digga, RZA, Ghostface Killah, Raekwon de Wu-Tang Clan, Lady Of Rage, Big Pun, O.C. de DITC, Memphis Bleek, Kurupt, Pharoahe Monch, y Twista, entre otros.
G Rap es altamente catalogado en términos de Habilidad Técnica e incluso se compara a otros Mcs de la Era Dorada como lo son Big Daddy Kane, Rakim y KRS-One. Jay-Z, comparando su nivel de rapear al de G Rap, en su canción 'Encore' de su álbum The Black Album en una de sus rimas rapea:
"...Yeah, hearin' me rap is like hearin' G Rap in his prime.
Traducción: 
"...Si, escucharme a mi rapear es como escuchar a G Rap en su mejor momento
Allmusic lo llamó "Uno de los más grandes raperos jamás", "Un maestro" y "Una Leyenda". Destacados raperos tales como Ice Cube, Rakim, Big Daddy Kane, Lloyd Banks y Nas le han nombrado como uno de sus 5 favoritos en el rap

## Discografía
| with DJ Polo                                                   | Year |
| -------------------------------------------------------------- | ---- |
| Road to the Riches                                             | 1989 |
| Wanted: Dead or Alive                                          | 1990 |
| Live and Let Die                                               | 1992 |
| Solo Albums                                                    | Year |
| 4,5,6                                                          | 1995 |
| Roots of Evil                                                  | 1998 |
| The Giancana Story                                             | 2002 |
| Half a Klip                                                    | 2007 |
| Riches, Royalty, Respect                                       | 2011 |
| Hustlas Bible                                                  | TBA  |
| Compilations                                                   | Year |
| Killer Kuts                                                    | 1995 |
| Rated XXX                                                      | 1996 |
| The Best of Cold Chillin'                                      | 2000 |
| Greatest Hits                                                  | 2002 |
| Kool G Rap & Twinn Loco Present – I Live Hip Hop – The Mixtape | 2010 |

| Mixtape                   | Year |
| ------------------------- | ---- |
| Dead or Alive the Mixtape | 2005 |

| EP                     | Year |
| ---------------------- | ---- |
| Offer You Can't Refuse | 2011 |

| Collaborative Albums                             | Year |
| ------------------------------------------------ | ---- |
| Click of Respect (with The 5 Family Click)       | 2003 |
| Once Upon A Crime (with Necro as The Godfathers) | 2013 |

### Apariciones especiales
- 1988: "The Symphony" (on the Marley Marl album In Control Volume 1)
- 1991: "Don't Curse" (from the Heavy D album Peaceful Journey")
- 1991: "The Symphony Vol. II" (on the Marley Marl album In Control Volume 2: For Your Steering Pleasure)
- 1992: "Death Threat" (from the Brand New Heavies album Heavy Rhyme Experience Vol. 1)
- 1993: "You Must Be Out of Your Fuckin' Mind" (from the Fat Joe album Represent)
- 1993: "Pee-Nile Reunion" (from the MC Shan Don't Call It Comeback 12")
- 1993: "This Is How We..." (from the Pudgee Tha Phat Bastard album Give Em The Finger)
- 1996: "Representin'" (Ruffa featuring Kool G Rap)
- 1996: "Stick To Ya Gunz" (from the M.O.P. album Firing Squad)
- 1996: "Know Da Game" (from the Frankie Cutlass album Politics And Bullshit)
- 1998: "Truly Yours 98" (from the Pete Rock album Soul Survivor)
- 1998: "Guns Blazing (Drums of Death, Pt. 1)" (from the UNKLE album Psyence Fiction)
- 1998: "40 Island" (from the N.O.R.E. album N.O.R.E.)
- 1999: "Friend of Ours" (from the E-Moneybags album In E-Moneybags We Trust)
- 1999: "The Anthem" Also feat. RZA, Tech N9ne, Eminem, Xzibit, Pharoahe Monch, Jayo Felony, Chino XL & KRS-One and "3 to the Dome" also feat. Big Daddy Kane & Chino XL (from the Sway & King Tech album This or That)
- 1999: "The Realest" (from the Mobb Deep album Murda Muzik)
- 2000: "Fall Back" (from the Big L album The Big Picture)
- 2000: "Ghetto afterlife" (from the Reflection Eternal album Train of thought)
- 2000: "Legendary Street Team" (from Lyricist Lounge 2)
- 2001: "Let 'Em Live" (from the Chino XL album I Told You So)
- 2001: "I Am" (from the G. Dep album Child of the Ghetto)
- 2001: "Gorillas" (from the Screwball album Loyalty)
- 2001: "No Surrender" (Shabaam Sahdeeq featuring Kool G Rap)
- 2002: "Allied Meta-Forces" (from the Canibus album Mic Club: The Curriculum)
- 2002: "Nuthin Has Changed" (from King Tee album The Kingdom Come)
- 2003: "Animal Rap" (from the Jedi Mind Tricks album Visions of Gandhi)
- 2005: "AIDS" (from the MF Grimm album Scars and Memories)
- 2005: "Ghost & Giancana" (from the Ghostface Killah and Trife da God album Put It on the Line)
- 2006: "We Gone Go Hard" (from the Ras Kass album Revenge of the Spit)
- 2006: "Reckless Eye-Ballin" (from the VERBAL THREAT album The Golden Era)
- 2006: "Full Metal Jacket" (from the Molemen album Killing Fields)
- 2007: "Hood Tales" (from the Marco Polo album Port Authority)
- 2007: "100 Roundz" (from the Domingo album The Most Underrated)
- 2007: "Come One, Come All" (from the Styles P album The Ghost Sessions)
- 2007: "Next Up" (from the UGK album Underground Kingz)
- 2007: "6 in the Morning" (from the Statik Selektah album Spell My Name Right: The Album)
- 2007: "Buck Buck" (on the Red Cafe and DJ Envy album The Co-Op)
- 2007: "And Wot (Remix)" (Album "Unified: He Whanau Kotahi Tatou" featuring Sweet Tooth & Carbon Kid)
- 2007: "Terrorize the City(on the Klashnekoff album Lionheart: Tussle with the Beast featuring Kyza)
- 2008: "Queens" (from the LL Cool J Exit 13 Promo EP)
- 2008: "One Shot" (album Hood 2 Hood: The Blockumentary Soundtrack, Pt. 1)
- 2008: "The Next Step" (from the Big John album The Next Step featuring R.A The Rugged Man)
- 2008: "Same Old Hood" (Saul Abraham featuring Kool G Rap & St Laz)
- 2009: "Das Leid / The Light" Azad featuring Kool G Rap (from Brisk Fingaz album Einzelkämpfer)
- 2009: "Gunz From Italy" (from the Club Dogo album Dogocrazia)
- 2009: "Ill Figures" (from the Wu-Tang Clan compilation album Wu-Tang Chamber Music)
- 2009: "Legendary" (from the 67 Mob album Raising The Bar)
- 2009: "ALC Theme" (from The Alchemist album Chemical Warfare)
- 2009: "KGR & Honda" (from the DJ Honda album IV)
- 2010: "Cursed" (from the Diabolic debut album "Liar & A Thief")
- 2010: "Boot Rap" featuring Canibus (from the Mark Deez album "Bootstrap Theory")
- 2010: "White Sand Part 2" Rick Ross Ft. Triple C's from The Albert Anastasia EP
- 2010: "Knife Fight" Rick Ross Ft. Kool G Rap from The Albert Anastasia EP
- 2010: "Ready For War" CHI-ILL Ft. Kool G Rap from The Last Chance Lounge EP.
- 2010: "Controlling Tha Game" Tyger Vinum FT. Kool G. Rap from "Grindin Muzik" album
- 2010: "Frozen" (From The Left album "Gas Mask")
- 2010: "3 Extremes" (from Dusty Philharmonics album "The Audiotopsy", Unexpected Records)
- 2010: "Street Knowledge" featuring Koolsphere & Batería (from Dj Jean Maron album "RUN MPC")
- 2011: "Kies in tha game" (from Duo Kie album "De Cerebri Mortis")
- 2011: "Ill Figures Remix" (from Raekwon EP "Dope on the Table")
- 2012: "Summertime" (from Adil Omar album The Mushroom Cloud Effect)
- 2012: "Keep it Live" (from NNFoF album No Name Full of Fame)
- 2012: "Rivers of Blood" Wu-tang Clan ft. Kool G Rap (from The Man with the Iron Fists Soundtrack)
- 2012: "Wolves Amongst the Sheep" (from Vinnie Paz's album: God of the Serengeti)
- 2012: "Westerns" (from Israeli rapper Sagol 59's single: Westerns 12")
- 2012: "Young N Foolish" with Iranian rappers Hichkas , Quf and Reveal produced by Mahdyar Aghajani
- 2012: "Depths Of Despair" (with Irish rapper Tall Order Paul Ritchie)
- 2013: "Ink Spatter" Trails ft. Kool G Rap & Dray Sr. (from the album Anvils & Pianos)
- 2015: "La mafia nuestra" La Etnnia con Kool G Rap (527 Internacional)